# 洪泽区
洪泽区在中国江苏省西部，是地级淮安市所辖的一个市辖区，包括洪泽湖水面和东岸地区。该区北部毗邻淮阴区、清江浦区和淮安区，东部毗邻宝应县，南部毗邻盱眙县和金湖县。區人民政府駐高良澗街道東九道26號。区域总面积为1,273.41平方公里。

## 地名由来
《嘉庆重修一统志》卷134泗州直隶州《山川》载：洪泽湖“在盱眙县东北三十里。旧名破釜塘，……隋炀帝幸江都，道经此，久旱遇雨，因改今名”。县以洪泽湖为名。（中国地名语源词典）

## 历史沿革
1956年重建洪泽县，县政府设在高良涧镇，辖区为原洪泽县全域和原淮宝县的一部分，属淮阴行署。
1957年由淮阴、泗洪、盱眙三县析置；水面约占全区面积的十分之九。
1983年1月，江苏省实行市管县体制，洪泽县隶属淮阴市。

## 行政区划
洪泽区下辖3个街道办事处、6个镇：
高良涧街道、朱坝街道、黄集街道、蒋坝镇、岔河镇、西顺河镇、老子山镇、三河镇、东双沟镇和洪泽经济开发区。

## 人口
根據第七次全国人口普查數據顯示，截至2020年11月1日零時，洪澤區常住人口為285097人，佔淮安市的6.26%。

## 交通
- 205国道过境。